# Jezdecká socha Ludvíka XIII.
Jezdecká socha Ludvíka XIII. (francouzsky Statue équestre de Louis XIII) je mramorová jezdecká socha francouzského krále Ludvíka XIII. jedoucího na koni. Socha se nachází v Paříži uprostřed náměstí Place des Vosges (na Square Louis-XIII). Sochu vytvořil v letech 1816-1821 Jean-Pierre Cortot podle modelu Charlese Dupatyho.

## Historie
V roce 1639 nařídil kardinál Richelieu vytvořit bronzovou sochu pro střed náměstí Place Royale (přejmenovaném roku 1848 na Place des Vosges), aby zabránil duelům, které se na tomto místě často konaly. Sochu vytvořil Pierre Biard ml. (1592-1661), který využil sochu koně pro pomník Jindřicha II., na kterého umístil sochu Ludvíka XIII, která byla nepoměrně příliš velká.
Socha byla roztavena za Velké francouzské revoluce pro vojenské účely.
V letech 1816-1821 vytvořil novou sochu z bílého mramoru Jean-Pierre Cortot (1787-1843) podle modelu Charlese Dupatyho (1771-1825) z roku 1816 a socha byla na náměstí umístěna v roce 1825.

## Popis
Jezdecká socha je umístěná uprostřed náměstí Place des Vosges v parku Square Louis-XIII na piedestalu, který je obehnán plotem z tepaného železa.
Ludvík XIII. je zobrazen jako římský císař s vavřínovým věncem na hlavě, má náprsní krunýř pod pláštěm a (chybějící) meč v levé straně. V pravé ruce drží otěže, takže ji má majestátně zdviženou doprava, zatímco tělo má natočené doleva. Postroj je bez třmenů.
Kůň zdvihá levou přední nohu a má otočenou hlavu doprava. Pod jeho břichem je umístěn kmen stromu, aby se zabránilo zhroucení sochy.